# Sahare (Dholkha)
Sahare (nep. शहरे) – gaun wikas samiti w środkowej części Nepalu w strefie Dźanakpur w dystrykcie Dholkha. Według nepalskiego spisu powszechnego z 2001 roku liczył on 554 gospodarstw domowych i 2746 mieszkańców (1453 kobiet i 1293 mężczyzn).